# Gilbert Garcin
Pour les articles homonymes, voir Garcin.
Gilbert Garcin, né à La Ciotat le 21 juin 1929 et mort le 17 avril 2020 à Marseille à l'âge de 91 ans, est un entrepreneur et photographe français. 
Il est notamment connu pour ses photomontages surréalistes et poétiques et pour avoir accédé à la célébrité en tant que photographe après sa retraite professionnelle.

## Biographie

### Avant la photographie
Originaire de La Ciotat, Gilbert Garcin naît le 21 juin 1929. Son grand-père a été gérant de l'Eden Théâtre.  
Après des études dans une école de commerce et dans une université américaine, il dirige une entreprise de luminaires à Marseille, jusqu'à sa retraite.  

### Carrière de photographe

#### Découverte de la photographie
Gilbert Garcin commence à faire des photographies lorsqu’il prend sa retraite et s’inscrit au photo club d’Allauch. 
Il remporte le premier prix d’un concours amateur qui lui permet d'assister à un stage avec Pascal Dolémieux aux Rencontres de la photographie d'Arles en 1992,. Il y découvre le photomontage en noir et blanc, qui deviendra sa marque de fabrique. 
Il se met en scène, parfois avec son épouse Monique, dans différentes situations, dans des paysages souvent irréels et commence à produire des images au rythme de deux par mois environ.

#### Reconnaissance
Il rencontre le succès à partir de 1998, année où il est exposé au festival Encontros da Imagem de Braga et à la galerie parisienne Les Filles du Calvaire. Il est ensuite exposé à Paris Photo,. 
Le succès est exponentiel : en 2011, il est exposé à Brest, à Meyrin en Suisse, à Toronto, à Scottsdale, Houston, Genève, Sydney, Nantes et chez Hermès à Paris.  
En 2013, les Rencontres internationales de la photographie d’Arles lui consacrent une rétrospective et en font une des attractions de l'édition,. La même année, il est exposé à Kobé et Istanbul. 
En 2014, Gilbert Garcin est montré en Allemagne, à Malmö, Bruxelles et à l’Alliance Française de Bogota.
Ses œuvres figurent dans les collections publiques de la Maison européenne de la photographie, du Fonds national pour l'art contemporain, du Fonds communal pour l'art contemporain de Marseille et de la galerie du Château d'eau de Toulouse.
Il réalise plus de 400 montages en 20 ans et en conserve 260.
Gilbert Garcin meurt dans son sommeil le 17 avril 2020 à Marseille,, à l’âge de 90 ans. 

## Style

### Univers
Gilbert Garcin possède un style singulier, très facilement reconnaissable : il se représente dans des photomontages en noir et blanc (avec, dans certains cas, son épouse Monique), dans différentes postures et dans des paysages surréalistes. Les photos, ainsi que leurs titres (La Vie (résumé), Faire de son mieux, Changer le Monde, L'interdiction...), évoquent des thèmes universels : l'amour, le temps, la mort, la vie, la solitude, le couple, l'image de soi, la gloire … Il évoque également plusieurs mythes, comme ceux d'Icare ou de Sisyphe. 
Gilbert Garcin propose une réflexion pleine de dérision et de poésie sur l'absurdité de la condition humaine,,. Son univers rappelle ceux de Jacques Tati ou de René Magritte. Son humour s’apparente parfois à celui du théâtre de l'absurde d'Eugène Ionesco. Ses images font aussi écho à la mythologie et à la peinture.

### Technique
La technique de Gilbert Garcin est volontairement rudimentaire et "peut s'apprendre en un après-midi". Il fabrique ses photomontages dans son cabanon de La Ciotat, qu'il a transformé en atelier. Il utilise pour cela des figurines en carton de 10 cm de hauteur le montrant dans différentes postures vêtu d'un pardessus et, au début de sa carrière de photographe, d'un bob. 
Pour mettre en scène son personnage, Monsieur G (ou Mister G ), il utilise un projecteur et un écran de cinéma pour le fond. Il crée les décors à l’aide de sable, de galets, de morceaux de ficelle ou de bouts de bois.

## Publications
- Simulacres  (préf. Yves Gerbal), Allauch, Phocal, 1999
- La vie est un théâtre, texte d'Yves Gerbal, Trézélan, éditions Filigranes, 1999
- L'Homme qui est une image, texte d'Yves Gerbal, Marseille, Autres temps, 1999
- Le Témoin, texte d'Armelle Canitrot, Trézélan, éditions Filigranes, 2005[14]
- Tout peut arriver, texte de Magali Jauffret, Trézélan, éditions Filigranes, 2007
- Réel en option - Gilbert Garcin, Teun Hocks, Luc Chéry, textes de Patrick Roegiers, Jean-Marc Lacabe et Anne-Marie Garat, Toulouse, Éditions Le Château d'eau, 2008.
- MISTER G Gilbert Garcin, textes d'Yves Gerbal, Christine Ollier, éditions Filigranes, 2009
- Faire de son mieux[15], textes d'Yves Gerbal et Marie Darrieussecq, éditions Filigranes, 2013
- Lorsque le vent viendra[15], texte de Vincent Josse, Bégard, éditions Filigranes, 2013  (ISBN 9782350462950)
- Gilbert Garcin  (préf. Magali Jauffret), Arles, Actes Sud, coll. « Photo Poche » (no 157), 2016, 144 p. (ISBN 978-2-330-06472-3, présentation en ligne)

### Documentaire
- « Tout peut arriver, hommage au photographe Gilbert Garcin », documentaire de Ralf Kämpfe, Arte, 2015, 52 min.